# Pleven (provins)
Pleven er en af de 28 provinser i Bulgarien, beliggende i den nordlige del af landet, på grænsen til Bulgariens naboland Rumænien. Provinsen har et areal på 4.334 kvadratkilometer og et indbyggertal (pr. 2009) på 320.449.Folketællingen 7. september 2021 viste et indbyggertal på 226.120 i provinsen. Klik på referencen i indledningen til artiklen om Bulgarien for resultat af folketælling.
Plevens hovedstad er byen Pleven, der med sine ca. 120.000 indbyggere også er provinsens største by. Af andre store byer kan nævnes Levski (ca. 13.000 indbyggere) og Knestja (ca. 13.000 indbyggere).